# Earth (álbum)
Earth es el segundo álbum en solitario de Vangelis (tercero, si se cuenta la banda sonora Sex Power), lanzado por Vertigo Records en 1973.
El disco fue grabado en el Studio Europa Sonor, de París, y cuenta con varios invitados, como Anargyros Koulouris (que ya colaborara con Vangelis en 666 de Aphrodite's Child) y Robert Fitoussi, quien años más tarde se daría a conocer como estrella synth pop con el seudónimo de F.R. David.
Para la grabación se utilizaron instrumentos como flauta, tabla o laúd, dotando al sonido del álbum de un sabor étnico con reminiscencias balcánicas.

## Lista de canciones
Lado A
1. "Come On" - 2:10
2. "We Are All Uprooted" - 6:51
3. "Sunny Earth" - 6:40
4. "He-O"	- 4:11

Lado B
1. "Ritual" - 2:47
2. "Let It Happen" - 4:21
3. "The City" - 1:15
4. "My Face in the Rain" - 4:23
5. "Watch Out" - 2:51

## Personal
- Vangelis - teclados, percusión, tabla, flauta, coros, composición, arreglos, producción
- Robert Fitoussi - bajo, coros
- Anargyros Koulouris - guitarra, laúd, coros